# René Moreau (soldat)
Pour les articles homonymes, voir René Moreau et Moreau.
René Moreau, né le 8 septembre 1897 à Rochechouart (Haute-Vienne) et mort le 26 octobre 2005 à Angoulême, à l'âge de 108 ans, était le dernier poilu de la Charente.

## Biographie
Il est mobilisé fin 1916. À Verdun, il sauve ses camarades de batterie (155 long), en les obligeant à monter vers le sommet d'une colline lors d’un bombardement à l’ypérite (gaz moutarde). Il termine la guerre avec le grade de maréchal des logis et est décoré de la Croix de Guerre. À partir de novembre 1917, il rejoint le front italien, la France et la Grande-Bretagne viennent alors soutenir l'Italie, après la défaite de Caporetto. Il est démobilisé uniquement en 1919 à cause des tensions survenues entre la France et l’Italie pour des problèmes de frontière. Il reçoit la médaille de la Légion d'Honneur à 106 ans. Au lendemain de son décès, il ne reste plus en vie que six poilus de la der des der,.
Dans la vie civile il crée avec son père Angel Moreau, une manufacture de bonneterie de laine. Celle-ci sera en activité entre 1927 et 1984. Il en prend la direction en 1943 après la mort de son père.